# World of Warcraft: Warlords of Draenor
World of Warcraft: Warlords of Draenor (World of Warcraft: Senhores da Guerra de Draenor), também conhecido como WoD, é o quinto pacote de expansão do MMORPG World of Warcraft, foi lançado em novembro de 2014. O pacote foi anunciado em 8 de novembro de 2013 por Chris Metzen na BlizzCon 2013. A expansão elevou o nível de 90 para 100, e melhorou a animação das raças, além de trazer um novo mundo: Draenor.
Warlords of Draenor vendeu 3,3 milhões de cópias nas primeiras 24 horas de vendas e a subscrição de membros pulou de 7,3 milhões de usuários para mais de 10 milhões.

## Enredo e configuração
A expansão acontece depois do eventos de World of Warcraft: Mists of Pandaria, Garrosh Grito Infernal escapa de seu julgamento com a ajuda do Dragão de Bronze Kairozdormu, que o leva ao mundo de Draenor, terra natal dos orcs, antes de ser destruída e ser Terralém que existe hoje, mas em um universo alternativo. Como destacado em Warcraft II: Beyond the Dark Portal, Warcraft III: The Frozen Throne, e World of Warcraft: The Burning Crusade.
Pelas selvas e planícies marcadas pela Guerra de Draenor, os heróis de Azeroth entram em um conflito mítico envolvendo campeões draeneis e poderosos clãs órquicos. Lá os heróis baterão suas lâminas contra personagens lendários como Grommash Grito Infernal, Mão Negra e Ner'zhul no auge de suas forças primevas. Os jogadores terão que revirar uma terra inóspita em busca de aliados para ajudar a montar uma defesa desesperada contra a máquina de conquista da chamada Horda de Ferro, ou a história sangrenta do continente se repetirá.
Entre as indomáveis selvas de Draenor e planícies marcadas pela batalha, uma nova Horda foi forjada, a partir dos poderosos e antigos clãs de orcs. Para salvar o próprio mundo de uma invasão iminente, os heróis de Azeroth precisarão explorar os longínquos cantos desta impiedosa terra, conquistando novos poderes no caminho até chegar ao novo nível máximo. Para estabelecer-se em Draenor, os jogadores terão que construir, comandar e expandir sua própria Guarnição, uma base de operações customizável, além de um refúgio para os seguidores que você recrutar para sua causa desesperada. Warlords of Draenor também garantirá aos jogadores o poder de instantaneamente subir um personagem até o nível 90, permitindo que qualquer pessoa possa juntar-se à batalha por Draenor ao lado de seus amigos.

## Conteúdo adicionado
- Melhoramento nos modelos de 10 raças jogáveis: cinco da Horda e cinco Aliança
- Nova área: Draenor
- Novo sistema de raides e masmorras
- Sistema de Guarnições para o jogador gerenciar uma base de operações e montar tropas
- Limite de nível aumentado de 90 para 100
- Item Squish: nível dos equipamentos reduzido. (Observação: Os personagens não ficarão mais fracos, apenas os números irão diminuir, por exemplo: um personagem, que possuía 100000 de vida, terá 100.)

### Draenor
O planeta de Draenor possui oito zonas que variam dentre desertos áridos, florestas verdejantes e tundras, que são elas:
- Serra Fogofrio
- Vale da Lua Negra
- Gorgrond
- Talador
- Agulhas de Arak
- Nagrand
- Selva de Tanaan
- Ashran

### Raides e Masmorras

#### Masmorras
- Pico da Rocha Negra Superior
- Beira-céu
- Minas de Escória do Malho Sangrento
- Sepulcrário da Lua Negra
- Docas de Ferro
- Auchindoun
- Central do Carrilcruel
- Floretérnia

#### Raides
- Malho Imponente
- Fundição da Rocha Negra
- Cidadela Fogo do Inferno

## Anúncio e desenvolvimento
O site MMO-Champion relatou a possibilidade de Warlords of Draenor ser a nova expansão, com base em um pedido de marca pela Blizzard, apresentado em 31 de outubro de 2013 e aprovado em 5 de novembro de 2013, registrando "Warlords of Draenor". Porém havia um outro arquivo canditado em ser a nova expansão de World of Warcraft. E nele constava o nome "The Dark Below".

### Blizzcon2013
No dia 8 de novembro de 2013, Chris Metzen anunciou Warlords of Draenor durante a abertura do evento.